# Ravine Bernica
La ravine Bernica est une ravine française de l'île de La Réunion, département d'outre-mer dans le sud-ouest de l'océan Indien. Intermittent, le cours d'eau auquel elle sert de lit coule sur 15 km du sud-est vers le nord-ouest sur le territoire communal de Saint-Paul avant de se jeter dans la mer.